# WTA de Gdynia
O WTA de Gdynia – ou BNP Paribas Poland Open, na última edição – foi um torneio de tênis profissional feminino, de nível WTA 250.
Realizado em Gdynia, no norte da Polônia, estreou em 2021. Os jogos eram disputados em quadras de saibro durante o mês de julho. Após uma edição, foi substituído por Varsóvia.

## Finais

### Simples
| Ano  | Campeã          | Vice-campeã     | Resultado |
| ---- | --------------- | --------------- | --------- |
| 2021 | Maryna Zanevska | Kristína Kučová | 6–4, 7–64 |

### Duplas
| Ano  | Campeãs                        | Vice-campeãs                        | Resultado |
| ---- | ------------------------------ | ----------------------------------- | --------- |
| 2021 | Anna Danilina Lidziya Marozava | Kateryna Bondarenko Katarzyna Piter | 6–3, 6–2  |